# Grafische Methode
Grafische Methoden werden in vielen technischen und naturwissenschaftlichen Disziplinen angewandt. Sie dienen i. Allg. als Näherungsverfahren zur Lösung von Aufgaben, bei denen nicht genügend Daten für ein mathematisch strenges Verfahren vorliegen oder für die eine numerische Berechnung zu aufwendig wäre.
Die meisten grafischen Methoden bedienen sich geometrischer Lösungswege, beispielsweise durch rasche Konstruktion am Papier mittels Zirkel und Lineal. Bisweilen werden auch freihändige Zeichnungen verwendet, etwa bei manchen Kurvenanpassungen; hier wird die menschliche Fähigkeit genützt, mit wenigen Blicken geometrische Zusammenhänge zu erkennen oder durch Intuition einer Lösung nahezukommen. Solche Vorgangsweisen wurden bereits in der Antike entwickelt – beispielsweise für den Entwurf von Sonnenuhren oder in der Navigation – bieten aber auch heute manche Vorteile, da sie meist einfach und rasch durchführbar sind.
Zu den grafischen Hilfsmitteln zählen Lineal bzw. Maßstab, Zirkel und Winkelmesser, manchmal Kurvenlineale oder -Schablonen, vereinzelt ein Biegestab oder Schnüre, auch Schatten- und Visierlinien, drehbare Vorrichtungen oder Ähnliches. Die wichtigsten geometrischen Methoden sind Abtragen von Winkeln und Entfernungen sowie Schnitte von Geraden oder Kreisen, vereinzelt auch Methoden wie die Schnurkonstruktion einer Ellipse oder das Erproben verschiedener  Krümmungsradien.
Beispielhaft seien im Folgenden einige Verfahren aus verschiedenen Wissensgebieten genannt:
- Geometrie: rasche Lösungen für Schnitte im 2D-Raum, näherungsweise auch in 3D;  Schwerpunkt-Schätzung durch Schwerelinien
- Mathematik und Statistik: grafische Kurvenanpassung an eine Punktfolge, ausgleichende Kurven in Streudiagrammen
- Ausgleichsrechnung: Abschätzung von Einflussfaktoren, Beobachtungsgleichung mit Perpendikeln
- Vermessungswesen: Standortbestimmung mit dem Messtisch, Krümmungskontrolle einer Klotoide, Flächenbestimmung mit Planimetern
- Navigation: grafische Koppelnavigation, Ortsbestimmung mit Tiefenlinie auf der Seekarte.